# Diancecht
În mitologia  celtică, Diancecht sau Dian Cecht este zeul medicinii, folosindu-se atât de magie cât și de puterea plantelor. El are în timpul războaielor, o fântână cu apă fermecată care învie morții și vindecă răniții. Brațul de argint a lui Nuada a fost fabricat de Diancecht.